# Parotis mnesiphylla
Parotis mnesiphylla là một loài bướm đêm trong họ Crambidae.